# Калужская улица (Серпухов)
Калу́жская у́лица — улица в городе Серпухове Московской области. Расположена в исторической части города. Является одной из старейших городских улиц. Расположение и схема застройки улицы в практически неизменном состоянии сохранились со времени Екатерининского «Плана реконструкции уездных городов Московской губернии». Калужская берёт начало от Серпуховской улицы в непосредственной близости от Серпейки и проходит на юго-восток, пересекая Коммунистический переулок, улицы Советскую, Ворошилова, Аристова, Красноармейскую, после чего поворачивает на юг проходит через пересечения с улицами Театральной, имени Залоги, Селецкой, Чеховским переулком, Малым Высоцким переулком, Большим Высоцким переулком, Калужским проездом, Безымянным переулком, улицей Бугорок и заканчивается на южной границе города, где переходит в шоссе, ведущее к Оке. Длина — около 2700 метров.

## Транспорт
По Калужской улице движение общественного транспорта не осуществляется. Интенсивность автомобильного движения слабая.

## Здания и объекты
На Калужской улице расположены следующие исторические памятники:
- Улица Калужская, 5. Корпус солодовенного завода (середина XVIII века) — исторический памятник федеральной категории охраны (Ф-176).
- Улица Калужская, 26/12. Собор Николы Белого (1833—1857 годы) — исторический памятник федеральной категории охраны (Ф-176). Действующая церковь, кафедральный храм Серпухова.
- Улица Калужская, 40. Распятский монастырь (XVIII век) — исторический памятник федеральной категории охраны (Ф-176). До 2010-х гг. — медицинское училище. В настоящее время здание перешло церкви.
- Улица Калужская, 46/12. Усадьба Соллогубов (конец XVIII века) — исторический памятник местной категории охраны (М-1327). До 2012 г. — медицинское училище. В настоящее время здание заброшено.
- Улица Калужская, 47. Здание, в котором в 1905—1907 годах находилась явка большевиков и хранилась нелегальная литература — исторический памятник местной категории охраны (М-49/3).
- Улица Калужская, 48. Дом жилой (первая половина XIX века), до недавнего времени детская художественная школа им. А. Бузовкина — исторический памятник федеральной категории охраны (Ф-176). В настоящее время архитектурно-интерьерный музей «Дом барина».
- Улица Калужская, 50. Дом купца Кишкина (середина XVIII века, конец XIX века) — исторический памятник федеральной категории охраны (Ф-176). В настоящее время — следственный изолятор.
- Улица Калужская, 110. Высоцкий монастырь (1374 год, XVI—XIX века) — исторический памятник федеральной категории охраны (Ф-176). Действующий мужской монастырь.

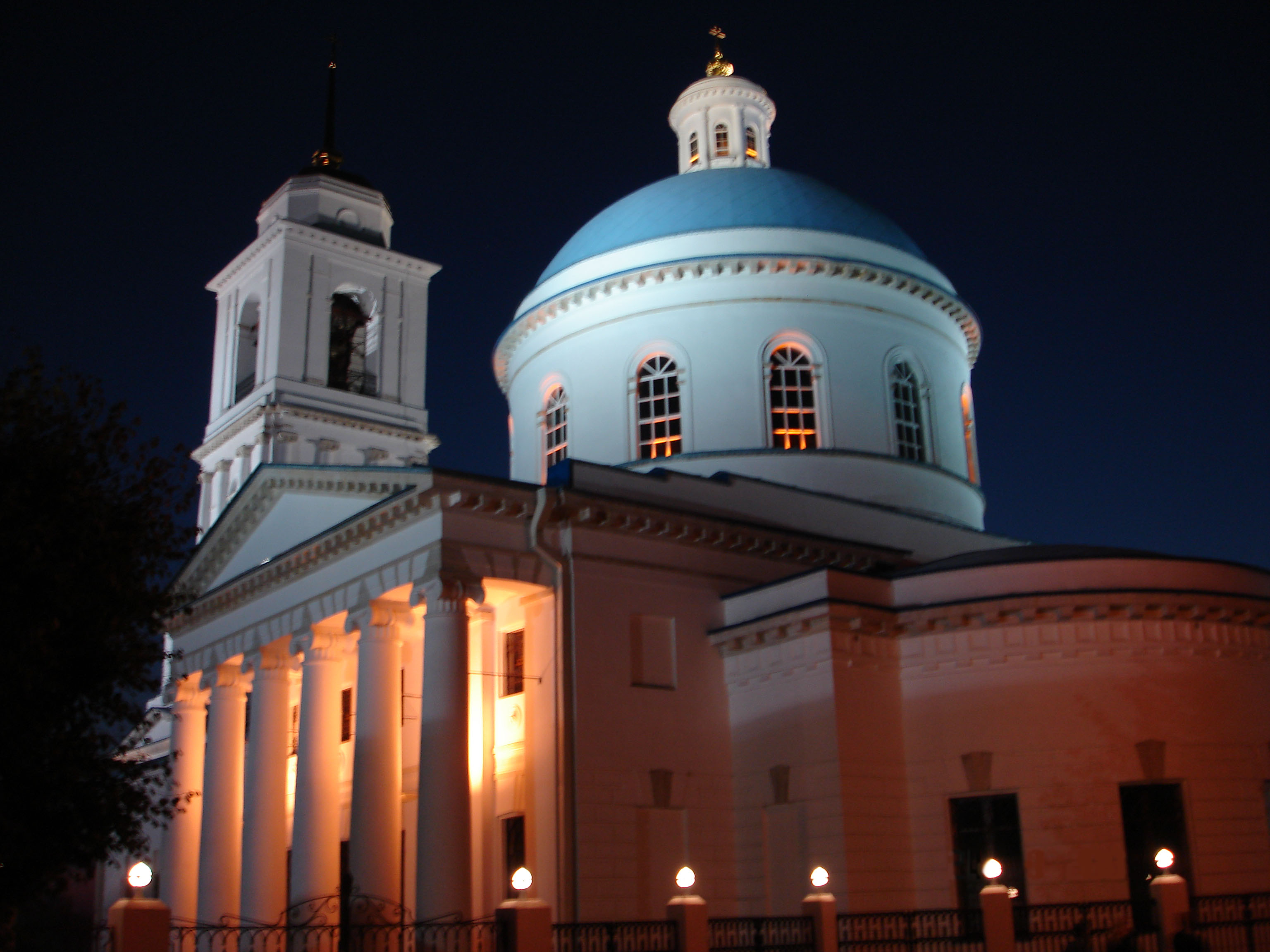
Калужская, 26/12. Никольский собор, вид с юго-востока
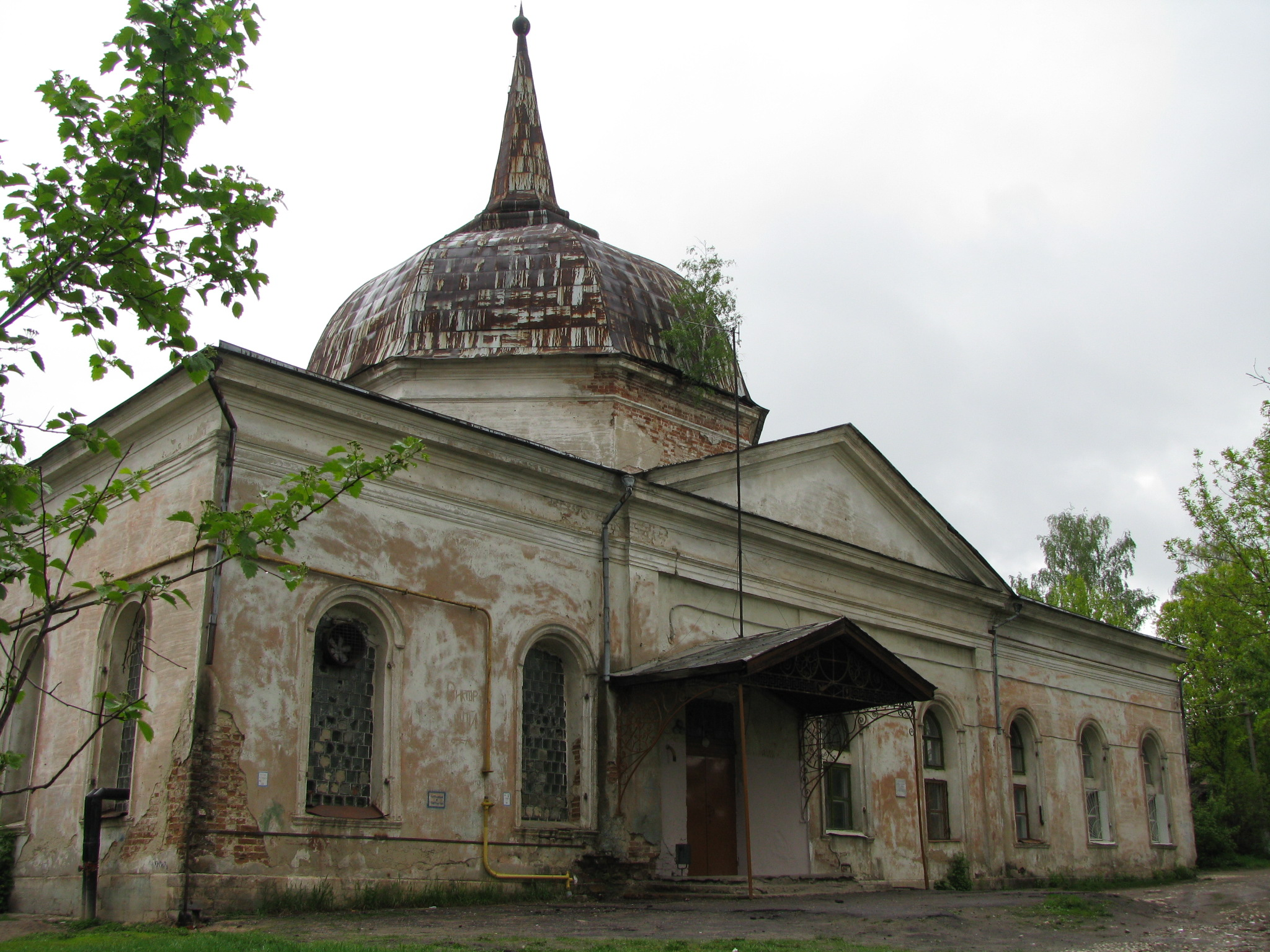
Калужская, 40. Распятский собор
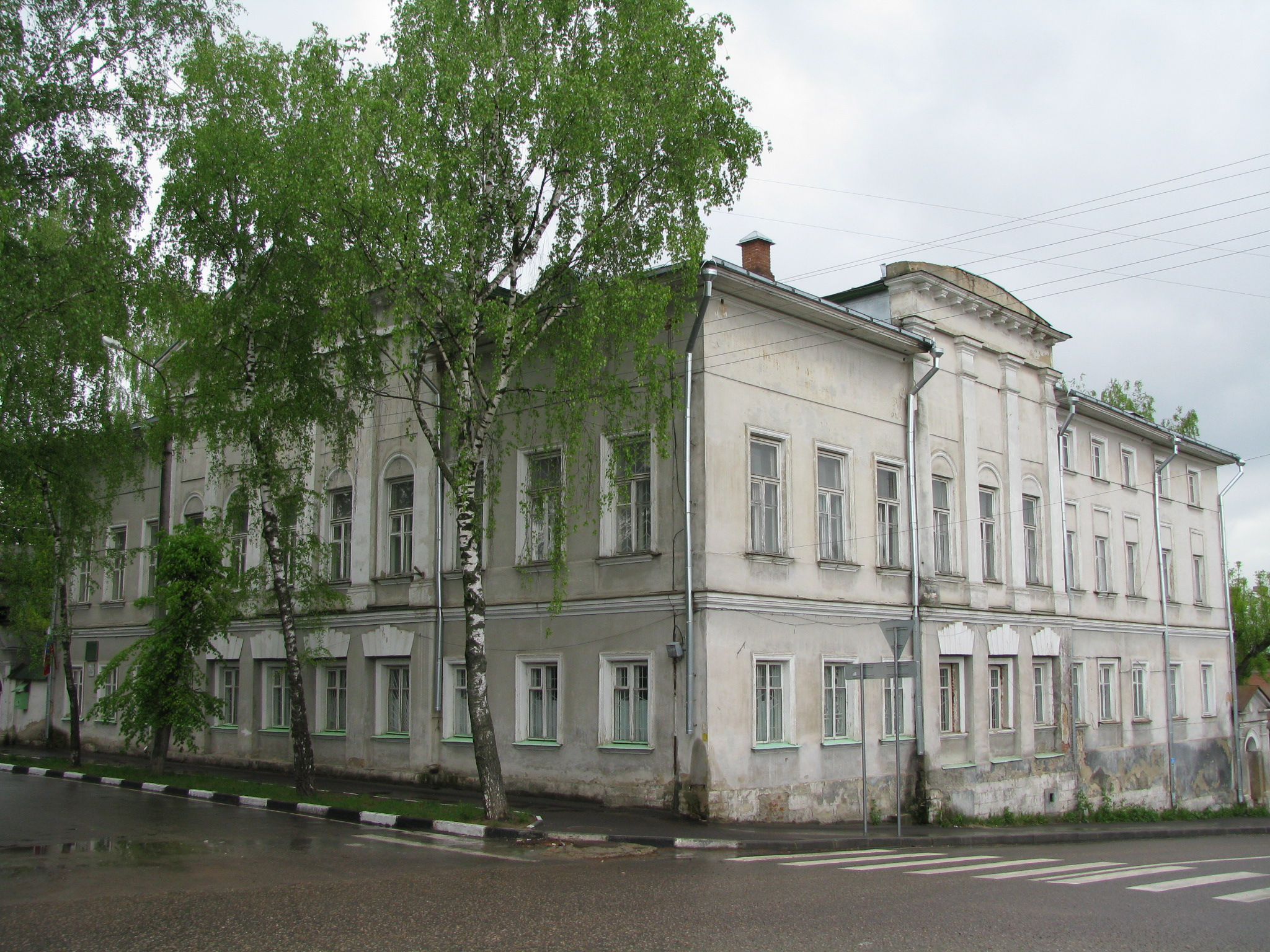
Калужская, 46, Пересечение с улицей Аристова. Вид с севера. Бывшая усадьба Соллогубов
Калужская, 47
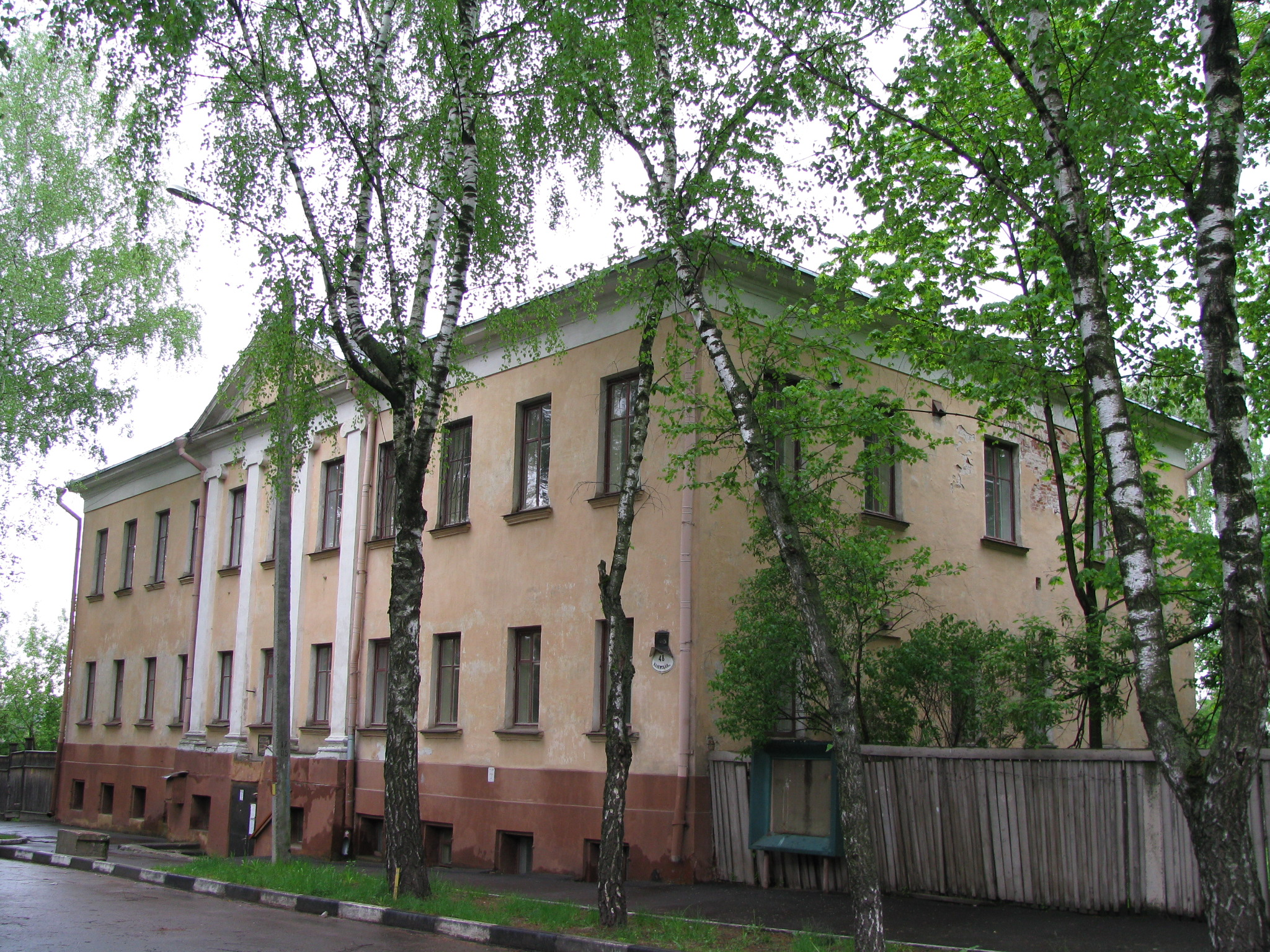
Калужская, 48